# Đi tìm cổ vật
 Đi tìm cổ vật (tựa gốc tiếng Anh: Veritas: The Quest) là một bộ phim truyền hình phát sóng vào năm 2003. Phim xoay quanh một thiếu niên nổi loạn nhưng thông minh, Nikko Zond, phát hiện ra rằng công việc của cha anh Solomon có khá nhiều bí ẩn và mạo hiểm hơn anh nghĩ trước đây. Solomon và nhóm của ông (được gọi là "Veritas," theo tiếng Latin là "sự thật") tìm kiếm các câu trả lời cho một số bí ẩn của thế giới, một cuộc tìm kiếm bắt đầu vì sự biến mất bí ẩn của mẹ của Nikko trong một cuộc khai quật khảo cổ. Bắt đầu một hành trình kì bí của Nikko vào cuộc phiêu lưu mang phong cách Indiana Jones với cha của mình và đồng nghiệp của ông trong việc cố gắng theo bước chân của mẹ mình để khám phá những gì bí mật lạ bà phát hiện ra. Bộ phim chỉ được phát một phần tại Hoa Kỳ với chỉ bốn tập phim được phát sóng. Các tập phim thứ năm đã bị hoãn vô thời hạn vì lý do Mỹ đã bắt đầu tham gia vào cuộc chiến tranh Iraq lần thứ hai trong ngày tập được phát sóng. Một chương trình tin tức đã tốn khá nhiều thời gian và bộ phim không bao giờ được phát tiếp. Mười ba tập phim được phát sóng trên Sci-Fi Channel tại Anh, trên Rai Rai 2 và 4 tại Ý, Sony Entertainment Television tại Tây Ban Nha. Mặc dù bộ phim chỉ quay một phần, tuy nhiên ở tập cuối cùng cho thấy những người xem muốn tiếp tục gắn bó cùng nhân vật Nikko Zond.

## Cốt truyện
Nhân vật chính của bộ phim là Nikko Zond, một thiếu niên trẻ tuổi, có cha là một người thường tham gia nhiều cuộc thám hiểm khảo cổ học khác nhau, từ Nam Cực đến sa mạc khắc nghiệt. Nikko lúc đầu không muốn tham gia vào cuộc phiêu lưu, nhưng trong suốt cuộc phiêu lưu, dần dần xuất hiện những bí ẩn về số phận của Nikko.
Trong tập "Skulls," một nhân vật bí ẩn (Conrad Dunn) xuất hiện trong hư vô, chỉ mình Nikko mới có thể thấy, và hướng dẫn Nikko. Tập phim kết thúc với một hộp sọ pha lê là trung tâm của tập phim với các mô hình tiết lộ về một người nào đó đã cho chúng vào hộp sọ đó. Hình ảnh được hiện lên chính là người đàn ông bí ẩn đã giúp Nikko.
Trong tập phim "Eternal", Nikko bị nhiễm độc và cách chữa trị duy nhất là cho anh ta uống nước mà có thể chữa lành bệnh và đảm bảo sự bất tử. Không thế biết được anh có thực sự sống bất tử hay không, tuy nhiên anh đã được chữa lành.
Trong tập cuối cùng, ảo giác đã dẫn anh tìm thấy một mảnh vỡ của một vật được gọi là "Chiếc vòng của sự thật". Trước khi tập phim kết thúc, ảo giác đó cho thấy các mảnh vỡ của "Chiếc vòng" trước đó cũng đã xuất hiện khi cha anh mua lại trong loạt phim này. Tập phim kết thúc với việc Nikko hiển thị quyền hạn telekinetic: khi anh với lấy soda của mình, nó đã tự trượt qua bàn và nằm trọn trong tay của anh ta.

## Các tập
- Tập 1: Reunion
- Tập 2: Antarctica
- Tập 3: Skulls
- Tập 4: Heist (tập cuối cùng được phát sóng tại Mĩ)
- Tập 5: The Wheel Of Dharma
- Tập 6: Sangraal
- Tập 7: Mummy Virus
- Tập 8: Name Of God
- Tập 9: Devil's Child
- Tập 10: Avalon
- Tập 11: The Lost Codex
- Tập 12: Eternal
- Tập 13: Helmholtz Resonance

### Phát sóng quốc tế
Ngoài khu vực Bắc Mỹ, Đi tìm cổ vật được phát sóng ở một số lượng lớn các nước khác và trên các mạng lưới truyền hình.
| Quốc gia / Khu vực | Tên phim           | Số tập | Kênh truyền hình                       | Ngày phát sóng           | Phụ đề           |
| ------------------ | ------------------ | ------ | -------------------------------------- | ------------------------ | ---------------- |
| Italy              | Veritas: The Quest | 13     | Rai 2 và Rai 4                         | TBA                      | Tiếng Ý          |
| Pháp               | TBA                | 13     | Série Club                             | ngày 10 tháng 4 năm 2008 | Tiếng Pháp       |
| Tây Ban Nha        | Veritas            | TBA    | Sony TV                                | TBA                      | TBA              |
| UK                 | TBA                | 13     | Sci-Fi Channel                         | TBA                      | N/A              |
| Vietnam            | Đi tìm cổ vật      | 13     | VTV3                                   | ngày 3 tháng 6 năm 2009  | Tiếng Việt       |
| Bồ Đào Nha         | Veritas            | 13     | Sony Entertainment Television Portugal | ngày 15 tháng 6 năm 2010 | Tiếng Bồ Đào Nha |

## Liên kết
- Đi tìm cổ vật trên Internet Movie Database
- Đi tìm cổ vật trên TV.com
- Đi tìm cổ vật tại TV Guide
- Đi tìm cổ vật tại AllMovie